# Xisco Campos
Pour les articles homonymes, voir Campos.
Xisco Campos, de son nom de naissance Francisco Javier Campos Coll, né le 10 mars 1982 à Binissalem en Espagne, est un footballeur espagnol qui évolue actuellement au poste de défenseur au Pontevedra CF.

## Biographie
Campos est formé au Real Club Deportivo Majorque, le plus grand club des îles Baléares. Après des débuts prometteurs avec l'équipe réserve dès ses dix-neuf ans en 2001, il intègre l'effectif professionnel à partir de la saison 2004-05.
Campos fait ses débuts professionnels le 27 octobre 2004, titulaire contre le Rayo Vallecano en Coupe du Roi au cours d'un succès 0-1 où il écope d'un carton jaune. Campos découvre la Primera División le 14 novembre 2004 en entrant en jeu face à l'Atlético Madrid. Terminant l'exercice avec trois rencontres, le jeune défenseur quitte son club formateur et rejoint le Levante UD B en 2005.
Après des passages discrets mais lui permettant d'accumuler du temps de jeu à l'Écija Balompié, au Real Murcie et au CD Castellón, Campos signe au Gimnàstic Tarragone en 2010. L'insulaire reste six ans en Catalogne et demeure un titulaire indiscutable de la défense, cumulant plus de deux cents matchs pour sept buts.
À la suite d'un court passage d'une saison à Ponferradina, Campos revient au RCD Majorque en 2017 alors que le club vient de descendre en Segunda División B, la troisième division ibérique. Devenu capitaine, il aide le club à réussir l'exploit d'enchaîner deux promotions successives coïncidant avec un retour dans l'élite espagnole.
À la suite de la relégation de Majorque à l'issue de la saison 2019-20, Campos signe un an au Pontevedra CF.

## Palmarès
RCD Majorque
- Segunda División B
  - Vainqueur en 2018